# Akin Gazi
Akin Gazi (Londres, 15 de octubre de 1981) es un actor turcobritánico con una carrera que inició en la televisión inglesa en 2005, interpretando a Barak en An Eye for a Tooth.

## Biografía

### Primeros años
Gazi nació en Edmonton, Londres, en 1981, hijo de padres turcos. Ingresó a la Universidad de Londres, donde estudió inglés y artes dramáticas, obteniendo su título en el año 2003.

### Carrera
En 2005 obtuvo su primer papel en la televisión británica, interpretando el papel del turco Barak en el corto para televisión An Eye for a Tooth. Acto seguido interpretó a un barman en la serie de televisión Skins, apareciendo además en las series The Path to 9/11 y The Bill en 2006. En 2008 apareció en un episodio de la popular serie Doctor Who, en el que interpretó el personaje de Carter. A partir de entonces ha participado en casi una veintena de series de televisión británicas, entre las que destacan Hunted, Law & Order UK, Silent Witness, Prison Break y Knightfall, integrando en elenco recurrente en esta última.
Debutó en el cine en 2011 interpretando el papel de Saad en la película belga de Lee Tamahori The Devil's Double. Ese mismo año encarnó a Saleh en la cinta catarí Black Gold, basada en la novela South of the Heart de Hans Ruesch. En 2012 integró el reparto de la película estadounidense La noche más oscura sobre la caída de Osama Bin Laden, interpretando el papel de un interrogador turco. En 2014 encarnó a Hrant en la película turca The Cut, dirigida por Fatih Akın.

## Filmografía
| Cine       | Cine                     | Cine               | Cine                              |
| Año        | Película                 | Papel              | Notas                             |
| ---------- | ------------------------ | ------------------ | --------------------------------- |
| 2011       | The Devil's Double       | Saad               |                                   |
| 2011       | Black Gold               | Saleeh             |                                   |
| 2012       | Zero Dark Thirty         | Interrogador turco |                                   |
| 2013       | Desert Dancer            | Farid Ghaffarian   |                                   |
| 2014       | The Cut                  | Hrant              |                                   |
| 2018       | Yardie                   | Traficante turco   |                                   |
| Televisión |                          |                    |                                   |
| Año        | Título                   | Papel              | Notas                             |
| 2005       | An Eye for a Tooth       | Barak              | Corto para televisión             |
| 2006       | Skins                    | Barman             | Serie de televisión (1 episodio)  |
| 2006       | The Path to 9/11         | Owhali             | Telefilme                         |
| 2006       | The Bill                 | Cemal Taner        | Serie de televisión (1 episodio)  |
| 2008       | Doctor Who               | Carter             | Serie de televisión (1 episodio)  |
| 2010       | Spooks                   | Baltasar Jad       | Serie de televisión (1 episodio)  |
| 2012       | Hunted                   | Bilal              | Serie de televisión (1 episodio)  |
| 2014       | Silent Witness           | Bekir Humadi       | Serie de televisión (2 episodios) |
| 2014       | Law & Order UK           | Dr. Yafeu Elsayed  | Serie de televisión (1 episodio)  |
| 2014-2015  | Da Vinci's Demons        | Bayezid            | Serie de televisión (8 episodios) |
| 2015       | The Trials of Jimmy Rose | Mehmet Guzman      | Serie de televisión (2 episodios) |
| 2015       | Chewing Gum              | Rashad             | Serie de televisión (1 episodio)  |
| 2017       | Prison Break             | Omar               | Serie de televisión (3 episodios) |
| 2017       | Knightfall               | Rashid             | Serie de televisión (8 episodios) |